# Toirão-jaspeado
O toirão-jaspeado (Vormela peregusna) é uma espécie de carnívoro da família dos mustelídeos, nativa do sudeste da Europa, Ásia Menor, Médio Oriente, Cáucaso, Ásia Central, norte da China e Mongólia. É uma espécie vulnerável, com um decréscimo de população de 30% na última década, especialmente da Europa e na China.

## Descrição
O toirão-jaspeado tem 29-35 cm de comprimento, pelo amarelo com manchas irregulares, de cor avermelhada ou castanha. As orelhas são grandes e arredondadas.